# マルタ包囲戦 (1565年)
マルタ包囲戦（マルタほういせん）またはマルタ大包囲戦（マルタだいほういせん、マルタ語: Assedju ta' Malta、スペイン語: Sitio de Malta、イタリア語: Assedio di Malta、フランス語: Siège de Malte）は、1565年にオスマン帝国がマルタ騎士団（聖ヨハネ騎士団）が治める地中海のマルタ島へ行った包囲戦である。最終的にマルタ騎士団が包囲軍の撃退に成功した。簡単に「大包囲戦」（グレート・シージ）とも呼ばれる。

## 概要
マルタ包囲戦は歴史上最も情け容赦ない、血塗られた戦いの一つであり、16世紀ヨーロッパで起きた最も有名な出来事の一つとなった。「マルタ包囲戦ほど広く知られるものはない」とさえ評したヴォルテールは少し大げさかもしれないが、マルタ包囲戦がプレヴェザの海戦により地中海の覇権を手にしたオスマン帝国海軍の不敗神話を挫き、ジェルバの海戦で大敗したスペインに西地中海での新たな局面をもたらした事は確かである。
この包囲戦の前後、オスマン帝国による西地中海への侵攻は最高に達しつつあった。1551年、オスマン帝国の支援を受けた海賊 による攻撃でマルタ島は一度戦場になっている。しかし1565年、オスマン帝国をこの包囲戦で撃退したのに続き、レパントの海戦での勝利により、スペインは西地中海の制海権をオスマン帝国からじりじりと奪い返していく。

## 聖ヨハネ騎士団、マルタへ

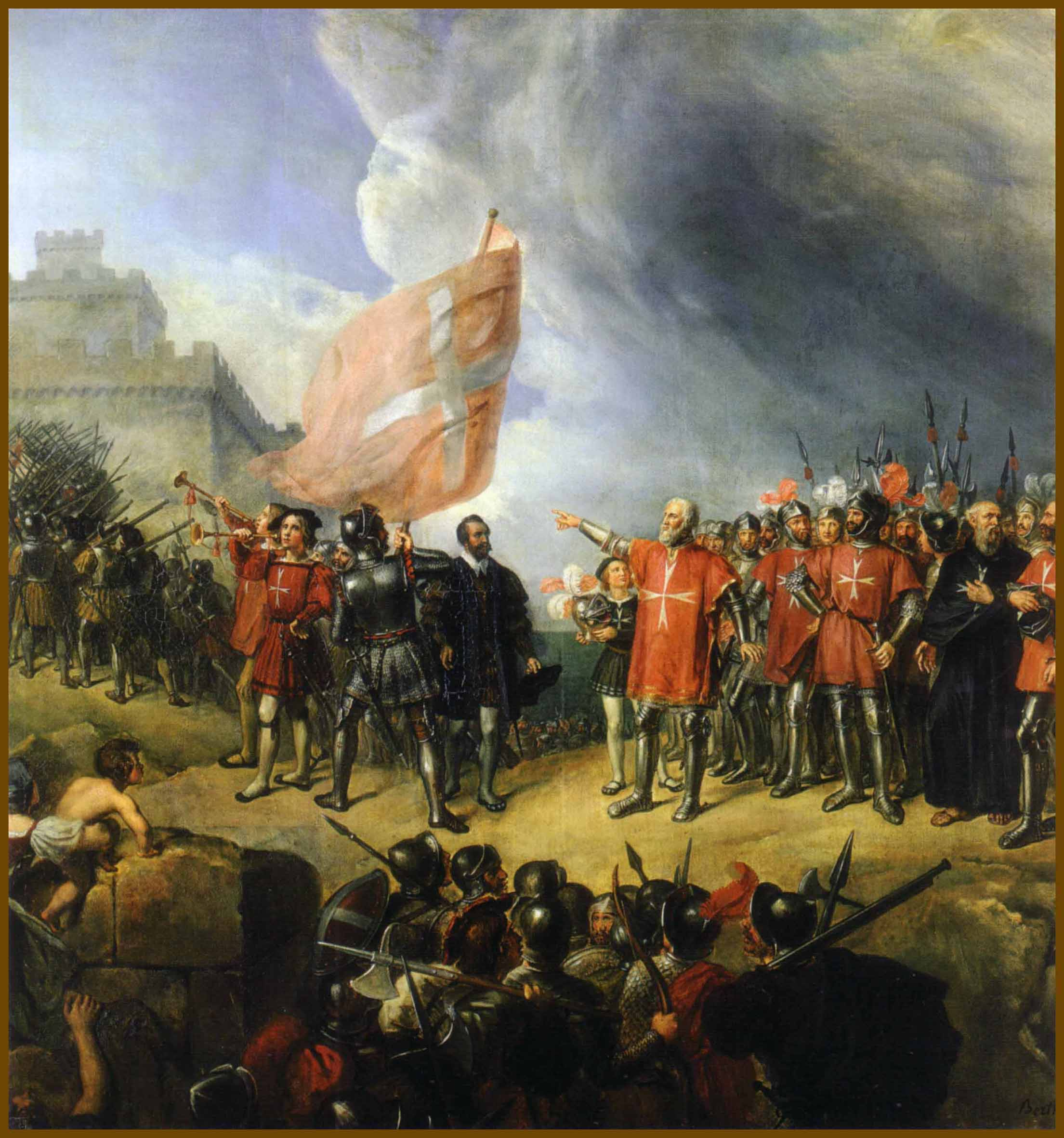
総長フィリップ・ヴィリエ・ド・リラダンのマルタ島上陸

そもそもマルタ防衛を完遂したマルタ騎士団の由来は、12世紀前半にイェルサレムで設立され、当時盛んだった十字軍の一翼を担いイスラム諸国から聖地防衛の戦いにあたった宗教騎士団聖ヨハネ騎士団である。1530年10月26日に総長（団長ともいう）フィリップ・ヴィリエ・ド・リラダンと配下の騎士たちがマルタ島の古来よりの良港Il-Port il-Kbir（現在のグランド・ハーバー）へ到着して以来、マルタ騎士団の名前で知られるようになった。神聖ローマ皇帝カール5世（スペイン国王カルロス1世）が、彼らにマルタを領土として与えたのである。
1522年、騎士団は本拠地としていたロドス島をオスマン帝国軍との6か月間に渡る包囲戦の末に奪われた。本拠地を失った騎士団だったが、1530年にカール5世から幾つかの条件と引き換えにマルタ島とゴゾ島を授けようという呼びかけが入る。その条件とは毎年一羽の鷹をシチリア副王へ納め、聖人の祝日全てに荘厳なミサを挙げることであった。さらに北アフリカ沿岸のスペイン領トリポリ の守備もカルロス5世は騎士団に要求した。北アフリカ沿岸はオスマン帝国のバルバリア海賊支配下にあったからである。

地中海(英語:Medeterranean)でのオスマン帝国 (The Ottoman Empire) の版図。マルタ包囲戦（1565年）当時はスレイマン1世の在位(1520年 - 1566年)にあたりピンクの領域に対応。ローマ (Rome) の南にあるシチリア島 (Sicily) のさらに南に小さくマルタ島 (Malta) があり、ヨハネ騎士団 (The Knights of St. John) と赤字で書かれている。マルタから地中海を隔てた南に見えるトリポリ (TRIPOLI) は、1510年にスペインによって征服され、1530年からマルタ騎士団の支配下に入ったが、1551年にオスマン帝国が征服したため、ピンクの領域になっている。マルタ島が海路からヨーロッパへ侵入する際のオスマン帝国の前線に位置した事が窺える。

新たな根拠地を与えられた騎士団だが、幹部たちの多くはロドス島を再び取り戻す夢に固執していた。この申し出を受けるということはスペイン王国に全面的に従属することに他ならず、騎士団の独立性が失われてしまうことを意味していた。さらにマルタ島の五倍以上の面積があり、東ローマ帝国時代からの要塞が利用できたロドスと比べれば、マルタは経済的にも軍事的にも価値の少ない地に見えたのである。
しかし選択の余地はなく、騎士団はマルタに入ることとなった。騎士団はマルタを次第に要塞化、異教徒と思われる商船を襲撃し始めた。一方でバルバリア海賊らが1540年代から1550年代を通して西地中海の至る所で襲撃を増加させるにつれ、地中海の中央部に位置するマルタ周辺は、次第に東西を繋ぐ戦略上の重要な航路になっていった。
当時バルバリア海賊の中でも特にトゥルグト・レイス率いる船団は地中海中央部のカトリック教国に対して主要な脅威になりつつあった。1551年、トゥルグトとオスマン帝国のスィナン・パシャ提督はおよそ10,000人の軍勢でマルタ島に襲来した。オスマン軍は数日間マルタ島を攻撃、その後隣のゴゾ島へ移り、数日間島の要塞を砲撃した。ゴゾ島駐在のガラティアン・ド・スッス (Galatian de Sesse) 総督は抗戦は無駄であると考えて抵抗することなく開城、海賊たちは町を略奪した。こうして騎士団の動きを封じた上でトゥルグトとスィナンはトリポリへ南下、難なく占領した。地元の首領アガ・モラトは最初トリポリ総督に任命されたが、直後にトゥルグト自身が一帯を支配下においてトリポリのベイとなった。

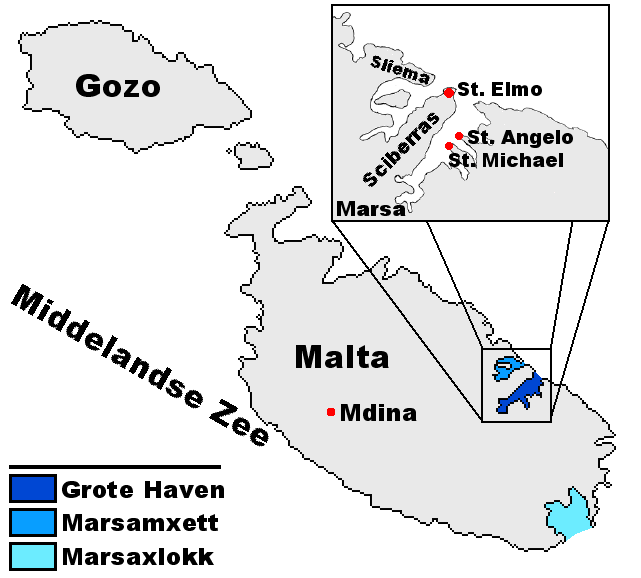
地中海 (Middelandse Zee) に浮かぶゴゾ島 (Gozo) とマルタ島 (Malta)。マルタ島中心の都市イムディーナ (Mdina) は赤四角で、グランド・ハーバー (Grote Haven)、マルサシュロック湾 (Marsaxlokk)等は青系色で示されている。右上の挿入図には、聖エルモ砦 (St. Elmo)、聖アンジェロ砦 (St. Angelo)、聖ミケーレ砦 (St. Michael)の位置が赤丸で示されている。なお、シベラス半島 (Sciberras) を囲む湾の形は独特なので、他の挿絵を見る際の目印になる。

この事態に騎士団総長フアン・デ・オメデス・イ・コスコンは再侵攻が一年以内にあり得ると判断し、マルタ島のビルグ半島（現在のヴィットリオサ市街）の先端に位置する聖アンジェロ砦の強化を命令した。同様に新たな2つの砦、セングレア半島に聖ミケーレ砦、シベラス半島（現在のバレッタ市街地）の突端には聖エルモ砦を新規に建設させた。2つの砦はわずか6ヶ月で完成、後の包囲戦において防衛側の要となった。
スペイン側の海賊とオスマン側の海賊の衝突は衰える事なく続き、さながら現代戦における通商破壊 (the guerre de course) の様相を呈したものの、続く数年間は相対的に平穏であった。1557年、フランス貴族出身であるジャン・ド・ヴァレットが騎士団総長に選出された。彼は異教徒の商船への襲撃作戦を続行し、在職中に騎士団が率いる私掠船は莫大な財宝と約3,000人のイスラーム教徒とユダヤ人からなる奴隷を獲得したとされる 。
しかし、1559年以降トゥルグトのスペイン沿岸部襲撃もまた増え始め、それを憂慮するカトリック教徒勢力を結集させた。トリポリから海賊らを追い立てるためフェリペ2世は過去50年間で最大級の遠征を決意した。当然マルタ騎士団は54隻のガレー船と14,000人の兵員を編成して遠征に参加した。だが遠征軍は1560年5月にピヤーレ・パシャ提督率いるオスマン艦隊とチュニジア沖のジェルバ島で交戦、戦力の半分が沈没または拿捕されるという壊滅的な敗北を被った（ジェルバ島の戦い）。

## 戦闘準備
ジェルバでの大敗ののち、オスマン軍のマルタ再侵攻の恐れは更に高まった。1560年8月にジャン・ド・ヴァレットは騎士団員へチタジオーネ（招集）を掛け、全てにおいて騎士団が優先されるとしてマルタへの帰還と戦闘準備を命じた。騎士団にとって幸いなことに、この時は後継者問題で揺れるオスマン側は何も行動を起こそうとせず、騎士団とスペインが軍を再建する時間を与えた。
戦力を充実させつつ、騎士団は異教徒と見られる船を襲い略奪し続けた。1564年半ば、騎士団で最も悪名高い船乗りマトゥリン・ロメガスがいくつかの大型商船を捕らえた。その中には後宮の宦官長所有の船が含まれており、カイロ総督、アレクサンドリア総督、スレイマン1世の娘の乳母だった者といった多数の位の高い人々を連行した。
1565年初頭、イスタンブールに潜入していたド・ヴァレットのスパイが、侵攻が差し迫っていることを知らせた。ド・ヴァレットはイタリアで募兵を開始、物資の貯蔵を進め、聖アンジェロ砦、聖ミケーレ砦、聖エルモ砦の整備を完了させた。

## 両軍の陣容
1565年3月下旬、オスマン帝国の艦隊がイスタンブールを出撃した。包囲戦で最も早く戦記を残した騎士ジャコモ・ボジオは、オスマン艦隊がガレー131隻、小型ガレー7隻、大型ガレー4隻、その他輸送船舶も含めて計193隻から構成されていたと記録している。
騎士団がフェリペ二世へ送った報告ではガレー130隻、小型ガレオン船30隻、大型帆船10隻、その他およそ200隻前後のカラムサル船（武装商船、私掠船）からなり、2ヶ月後にガレー船41隻とフスタ船3隻が増援したと記している。
同時期にシチリア副王、ビリャフランカ・デル・ビエルソ侯ガルシア・アルバレス・デ・トレド・イ・オソリオ（トスカーナ大公妃エレオノーラの実兄）の書簡も上記と似かよった船舶数を記していた。なお、騎士団のガレーの漕ぎ手にムスリム奴隷が使われているのは重労働のためであり、同じくオスマン側のガレーではキリスト教徒の奴隷が漕ぎ手に使われていた。
イタリア系スペイン人傭兵フランシスコ・バルビ・ディ・コルレッジョの有名な包囲戦日記から、双方の軍構成が伝えられている。
| \| マルタ騎士団 \| オスマン帝国軍 \| \| ----------------------------------------------- \| ---------------------------------------------------- \| \| マルタ騎士団500人 \| 騎兵隊（スィパーヒー）8,000人 \| \| スペイン兵400人 \| イェニチェリ6,000人 \| \| イタリア兵800人 \| バルカン、アフリカ、アナトリア兵20,000人 \| \| ガレー船乗組の水兵500人 \| シリア、イラク兵4,000人 \| \| ギリシャおよびシチリア兵200人 \| 領主義勇兵3,000人 \| \| 聖エルモ砦守備隊100人 \| 農兵5,000人 \| \| 騎士たちの従僕100人 \| ルーマニア近衛兵1,200人 \| \| ガレー船の漕手としてムスリム奴隷500人 \| トリポリ、アルジェよりの増援部隊 \| \| マルタ島住民の中から動員された義勇兵3,000人 \| カラマニア騎士団 ミュティレネ兵 ネグロポンテ騎士団等 \| \| 合計: 6,100人、実際は首都だけで10,000人強が篭城 \| 合計: 合計は48,000人、うち約半分がアジア出身者 \| |                                                      |
| マルタ騎士団 | オスマン帝国軍                                       |
| マルタ騎士団500人 | 騎兵隊（スィパーヒー）8,000人                        |
| スペイン兵400人 | イェニチェリ6,000人                                  |
| イタリア兵800人 | バルカン、アフリカ、アナトリア兵20,000人             |
| ガレー船乗組の水兵500人 | シリア、イラク兵4,000人                              |
| ギリシャおよびシチリア兵200人 | 領主義勇兵3,000人                                    |
| 聖エルモ砦守備隊100人 | 農兵5,000人                                          |
| 騎士たちの従僕100人 | ルーマニア近衛兵1,200人                              |
| ガレー船の漕手としてムスリム奴隷500人 | トリポリ、アルジェよりの増援部隊                     |
| マルタ島住民の中から動員された義勇兵3,000人 | カラマニア騎士団 ミュティレネ兵 ネグロポンテ騎士団等 |
| 合計: 6,100人、実際は首都だけで10,000人強が篭城 | 合計: 合計は48,000人、うち約半分がアジア出身者       |

また根拠が曖昧であるが、騎士イポリト・サンスも、オスマン軍の数についておよそ48,000人という数字を載せている。同時代の作家らはもっと少ない。包囲戦が始まった4日後にフェリペ2世が書いた手紙には、「上陸した兵士の数は、15,000人から16,000人の間、それには700人かそれ以上の火縄銃の射手、400人のイェニチェリ、300人のスィパーヒーが含まれている」との報告を受けたとある。一方で、包囲戦の一ヶ月後にドイツの修道院長へ宛てて書いた手紙には、篭城する都市から「このオスマン艦隊は250隻の船、三段櫂ガレー、二段櫂ガレー、その他船舶から構成されている。最も近い概算では、敵軍の戦闘員は40,000人と計算することができる」と書いていた 。
包囲戦の間でもシチリアとの連絡は保たれ、書簡のやり取りは絶えずあったが、騎士団の私掠船長ヴィンチェンツォ・アナスタージは敵軍はたった22,000人だと申し立てている。当時のその他のいくつかの手紙では同じような数が挙げられていた。しかし、ボジオが合計でおよそ30,000人という数字を推測したことは、コルレッジョの記録にある名前が付けられた軍隊の人数と矛盾しないと思われる。その他の初期の記録は、ボジオ、コルレッジョの概算と似た数字を残している 。
16世紀のガレーの容量を考えると、通常は兵士の乗り込みは70人から150人の間とされた。アナスタージはシチリア副王に宛てた書簡で、少ない人数であってもできるだけ早く救援を送るよう説いていた。オスマン軍の兵力についてはオスマン側に記録がなく、キリスト教側の資料も数字が分かれ、真実の数字を知ることはもはやできないだろうが、約30,000人程度というところで歴史家の意見は一致している（この他に約6,000人の海賊が加わっていたと推測されている）。
防衛側の人数においては、コルレッジョの出した数は明らかに少ない。島には、騎士・兵士3000人、民兵10,000人、奴隷500人が居たが、民兵の多くは武器の扱い方に慣れない人々であった。

## オスマン軍の上陸

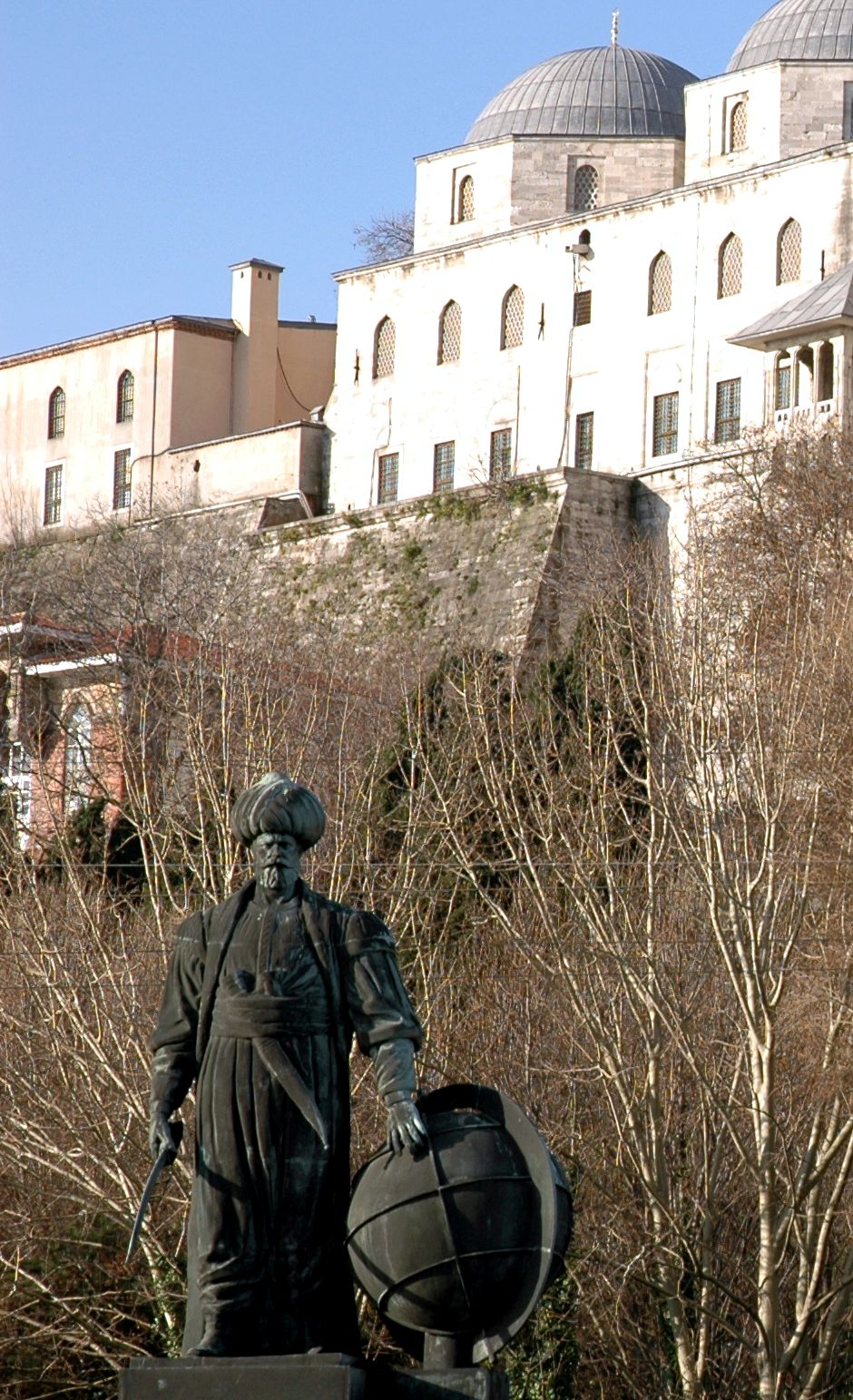
トプカプ宮殿そばにあるトゥルグト・レイス像

5月18日の夜明け頃、ついにマルタ近海にオスマン艦隊が姿を現した。彼らは島の南岸へ向かいマルサシュロック港で停泊した。グランド・ハーバーとして知られている大港から南東へわずか10キロの地点である。
マルタ騎士団は奴隷や逃亡の恐れがある者を容赦なく投獄し、戦闘に役に立たないものも城外へ退去させた。一方で戦闘に耐えうると判断された者は家財や家畜を連れてイムディーナなどの内陸にある城砦へ避難させた。そして収穫しきれなかった畑の作物を破棄し、貴重な水源を敵に利用されぬよう薬草を放り込んで味を変えたという（毒を入れたという説もあり）。
コルレッジョの記録によれば、上陸軍の司令官であるララ・ムスタファ・パシャ将軍と、艦隊を率いていたピアリ・パシャ提督との間で、停泊地をめぐってはやくも議論が起こった。狭い地域に軍勢が集中することによる混雑を懸念するピアリ・パシャは、首都に近接するグランド・ハーバーの真北にあり、シロッコを避けられるマルサシュロック港より上陸すべきとした。しかし任務の遅滞による援軍到着を懸念するララ・ムスタファ・パシャは同意せず、艦隊の錨を降ろすのは港の入り口を守る聖エルモ砦そばであり、そこから直接この砦を占領する必要があるとした。ララ・ムスタファ・パシャはマルタの中心地グランド・ハーバーを上陸後一気に攻撃するつもりであり、同時に陸上から聖アンジェロ砦と聖ミケーレ砦を攻撃するつもりであった。聖エルモ砦は銃が据え付けられた後、5月下旬には砲撃により明け渡されたという。
スレイマンが軍の指揮権を3人の指揮官に分けていたことは、後に彼らの間に深刻な亀裂を生むことになった。まずピアリとムスタファの間で、トリポリからトゥルグトが到着してからは、同じ戦場に3人の将帥が平等に指揮権を保持していた。同時期にイスタンブールから届いたスパイの手紙には、計画が最初に聖エルモ砦の掌握を設定していたと、示唆している。
上陸を完了し進撃を始めたオスマン軍部隊に対し、マルタ騎士団側も各所で応戦を始めた。

## 包囲戦

### 聖エルモ砦の陥落

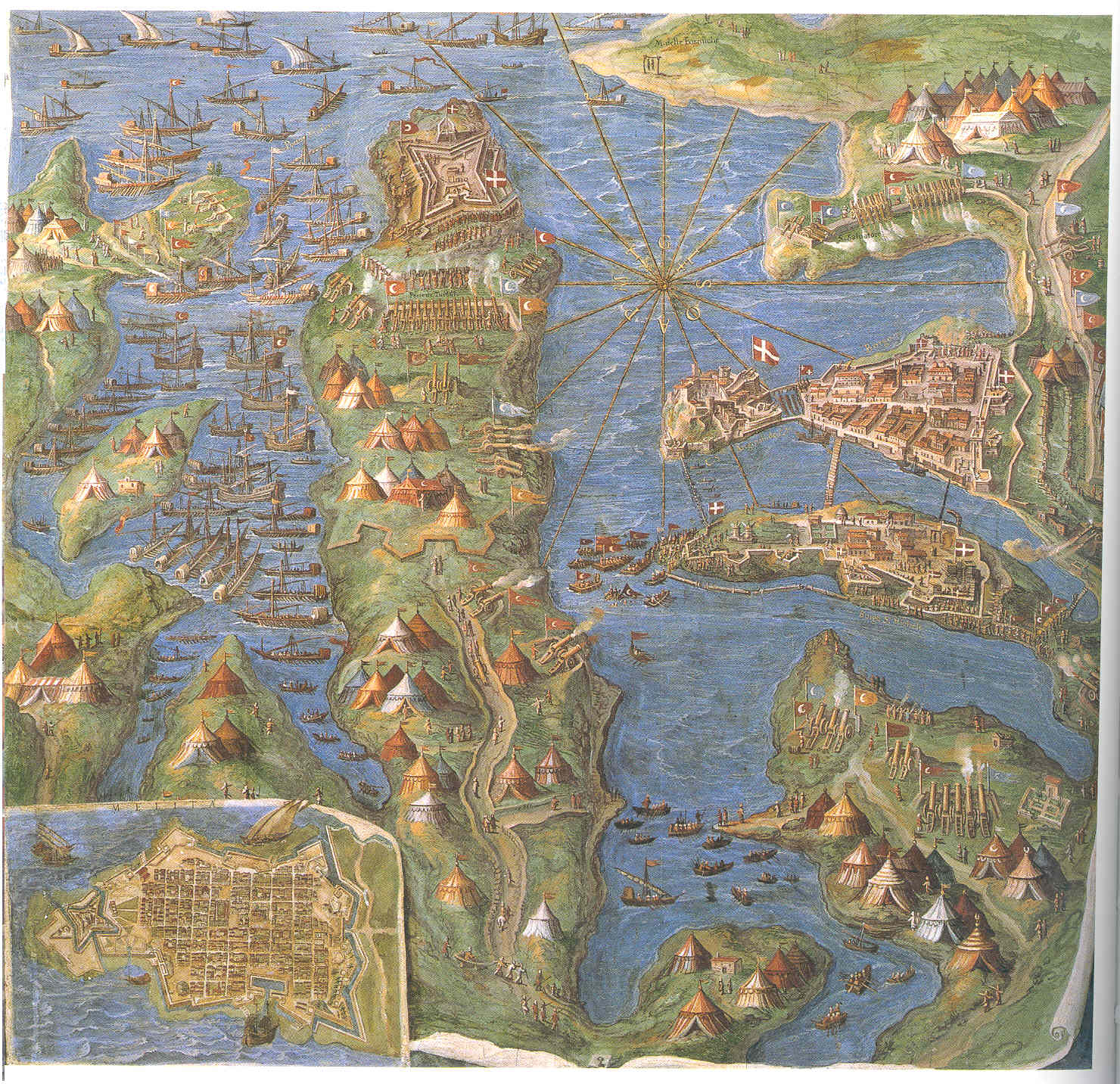
マルタ包囲戦の様子。水上には多数のオスマン軍船、陸上には白煙を上げるオスマン軍攻城砲が描かれている。マルタ騎士団、オスマン軍の旗に注目すると両軍が区別できる。中心上部の聖エルモ砦（星型）、右側の聖アンジェロ砦（上）、聖ミケーレ砦（下）は完全に包囲されている。

マルタ騎士団との小競り合いを制しつつ、オスマン軍はグランド・ハーバーに陸側から接近し、捕虜とした騎士ハドリアン・ド・ラ・リヴィエールからの情報に基づき、まず聖アンジェロ砦をイェニチェリにより攻め、数百の犠牲を出した。防御の強固な地点を攻めさせる目的で偽情報を提供したリヴィエールは、怒り狂ったイスラム兵により殴り殺された。
オスマン軍は、次いでピアリの発案により聖エルモ砦の攻略に取り掛かった。聖エルモ砦には騎士100人と兵士500人が守備隊として配置され、シチリア副王ガルシアが約束した救援隊が到着するまで、オスマン側の攻撃を遅滞させるべく死守する構えを見せていた。対するオスマン側はシベラス半島の丘陵地に36箇所の砲台を据え、猛烈な砲撃を加えた。約一週間で聖エルモ砦は瓦礫と見紛うばかりに破壊された。マルタ騎士団側も夜ごと湾を横断して聖エルモ砦に物資の補給を行ったが、やがてオスマン側の妨害にあって中断せざるを得なかった。飢えと疲労からオスマン軍への逃亡が見られ始めた6月8日には、守備隊より「砦内部は反乱の瀬戸際にあり、手にした剣で死ぬために反乱分子の処分」を総長に希望してきた。この希望は許可され、逃亡の恐れがある者はいなくなった。砦の形勢を吟味するため、4隻のガレーで港から遠望した。騎士団員が大将帥と異なる意見を伝達すると、大将帥は、もし騎士と兵士が死守命令の実行を恐れるならば交代要員を送ると言った。

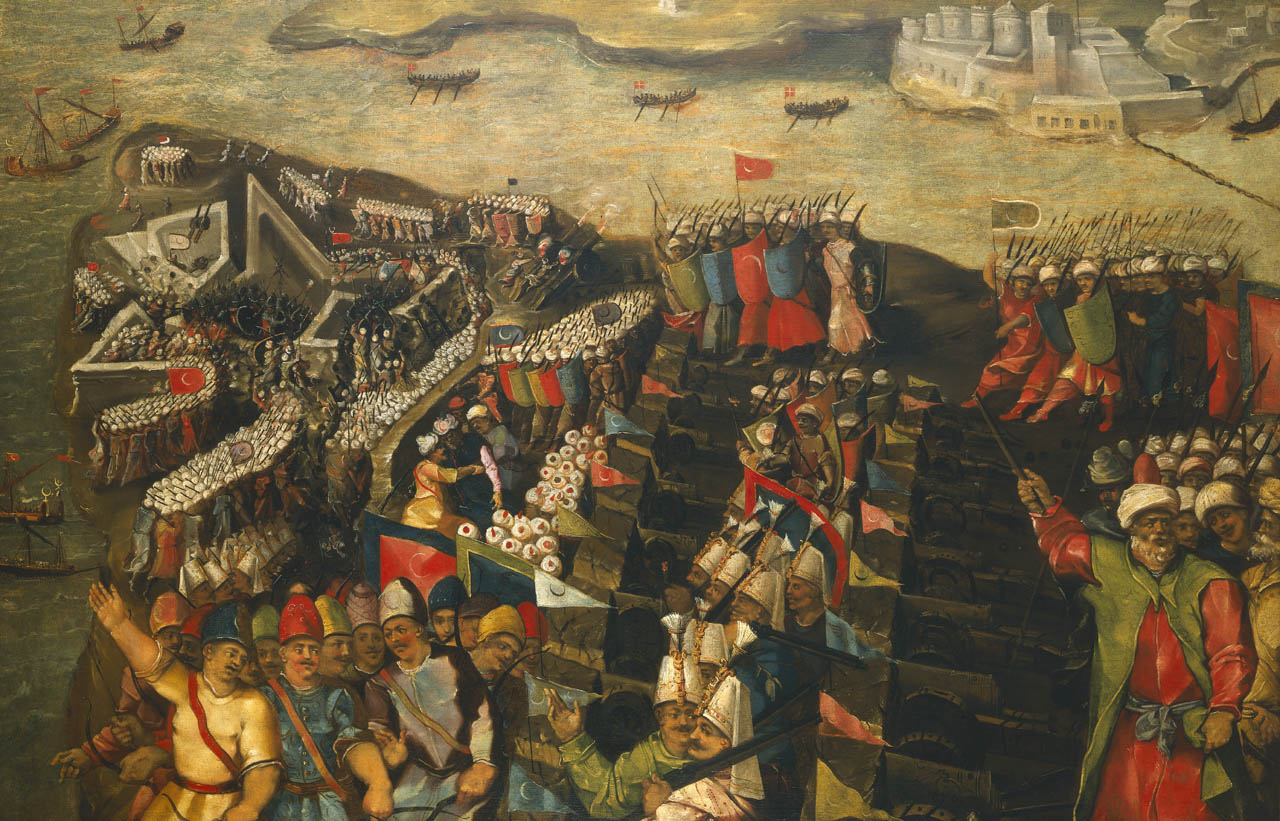
マルタ包囲戦 - 聖エルモ砦の陥落

守備隊は猛攻撃に反撃しながら持ちこたえた。トゥルグトは港への往来を妨害させ、6月23日、ついにオスマン側は聖エルモ砦を奪った。騎士以外の守備隊員をほぼ皆殺しにし、幾らかの人間を砦から海へ捨てた。少数は海中へと飛び込んだが溺死した。しかしオスマン側も、トゥルグト自身が砦攻略準備中に砲撃によって受けた耳の傷が元で戦死、彼は6月17日に重傷を負っていた。聖エルモ砦を奪取したとはいえ、聖エルモ砦の襲撃で約4,000人（オスマン側の記録が無く実態は不明）のオスマン兵が負傷・戦死したと言われる。その多くはアフリカ兵であった。多くの損失を出しつつも、ムスタファは攻略を諦める意図を持っていなかった。
ピアリ・パシャは死亡したトゥルグトの後継に、トゥルグトの部下でイタリア生まれの解放奴隷、ウルッチ・アリ・レイスを指名した（後に彼はレパントの海戦にも参加する）。

### 聖ミケーレ砦
7月15日、ムスタファはセングレアのある岬に対する攻撃を指示した。まずシベラス山からグランド・ハーバーへ横切る100隻の小船舶隊が、海と接する聖ミケーレ砦を攻撃し、その間に岬に対する攻撃を計画した。

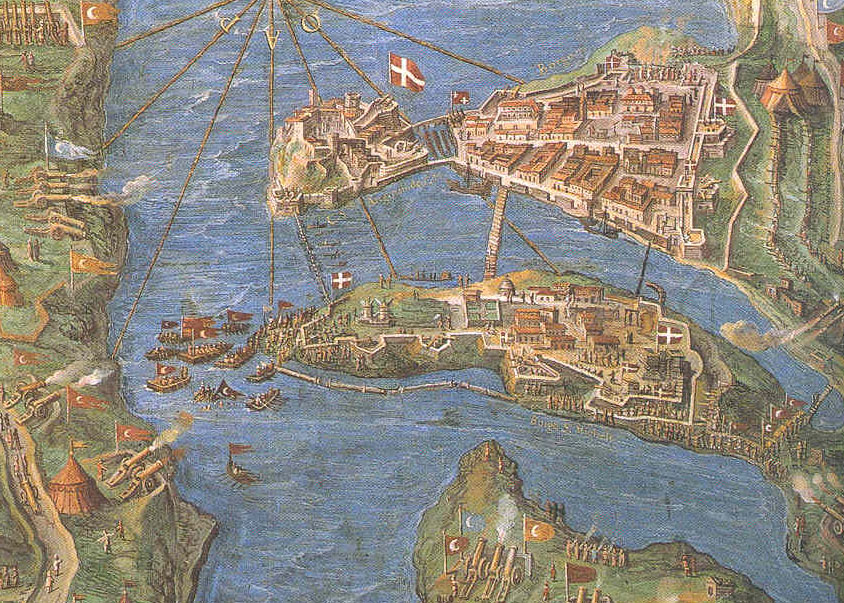
ビルグの聖アンジェロ砦（上）、セングレアの聖ミケーレ砦（下）周辺のマルタ包囲戦の様子（拡大図）。聖ミケーレ砦が左のオスマン軍より水陸両面からの攻撃にさらされている。両砦の間には浮き橋も描かれている。

マルタ側にとって幸運なことに、オスマン側からの脱走者がこの岬に対する計画を吐き、知るところとなった。この作戦により余裕が出来た首都側はその間に城壁や砦を修復した。救援隊が浮き橋を横断して聖ミケーレ砦へ渡ることができたため、オスマン側の攻撃は失敗した。
オスマン側は、ビルグとセングレアを環状に囲み、全体の一部にあたる65台の攻城用大砲で、長時間首都を砲撃した。ムスタファはこの砲撃で首都の堡塁が広範囲に破壊されたのを確認してから8月7日に第三次総攻撃を命じた。この時は聖ミケーレ砦とビルグそのものに対しての攻撃を命令した。この結果オスマン側は首都の防壁を突破し、包囲戦は終了したかに見えたが、9月7日にシチリアからの援軍が上陸、オスマン側は撤退した。騎兵隊司令官ヴィンチェンツォ・アナスタージは、傷病人の残された野戦病院を攻撃し大半を虐殺した。

### 砲撃
8月7日の攻撃の後、オスマン側はセングレアの聖ミケーレ砦と、ビルグへの砲撃を再び始めた。8月19日から21日の間、首都に対する総攻撃を準備しながらである。この3日間に行われた激しい戦いで実際何が起こったのかは、全体的に明らかでない。

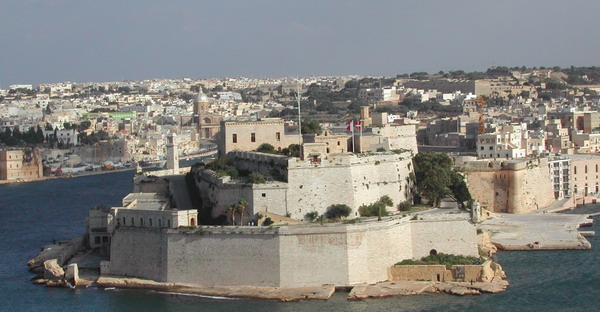
ビルグにある銃眼付き胸壁

包囲戦の只中にあったある箇所では、外から侵入しようとオスマン側が掘った坑道が通じたせいで、防護壁を開け放っていた。総長は自ら危険を顧みずに戦闘に加わり首都を救った。総長は『彼の存在は奇跡として作用し、脅威を与える立場にいた。手には剣を持ち、オスマン軍が退却するまで最も危険な場所に身をおいていた。』という状態にあった。ボジオは成功を収めた坑道爆破の記述を残していない。むしろ、首都に篭城する住民が壁の外側にいるオスマン正規軍を探る際にはパニックが続いて、総長は向こう側へ走り込んだがオスマン兵を一人も見つけられなかった。その間、一人の砲手が聖アンジェロ砦の頂上で、同じパニックのため恐怖に襲われ、味方でありながら発砲して彼は首都の住民一人を殺してしまった。

### 聖アンジェロ砦
状況は悲惨で、8月のいつかの時点では、騎士団の長老会議が内城を捨てて聖アンジェロ砦へ退却することを決めていた。しかし大将帥は、この申し出を拒否した。砲撃と坑道からの攻撃が続いていたが、侵入者は疾病と飢えと暑熱と指揮官の対立に苦しんでいた。8月下旬、オスマン側は聖ミケーレ砦を取ろうと試みた。オスマン勢は最初にマンタの助けで進み、小さな攻城兵器を盾で覆い隠し、全面を茶色に塗った攻城塔を使った。どちらのケースでも、マルタ側の工兵が地下道を掘り、岩石の欠片を至る所にばらまき、連続した一斉砲撃によって敵の建設物を破壊した。

### 終結

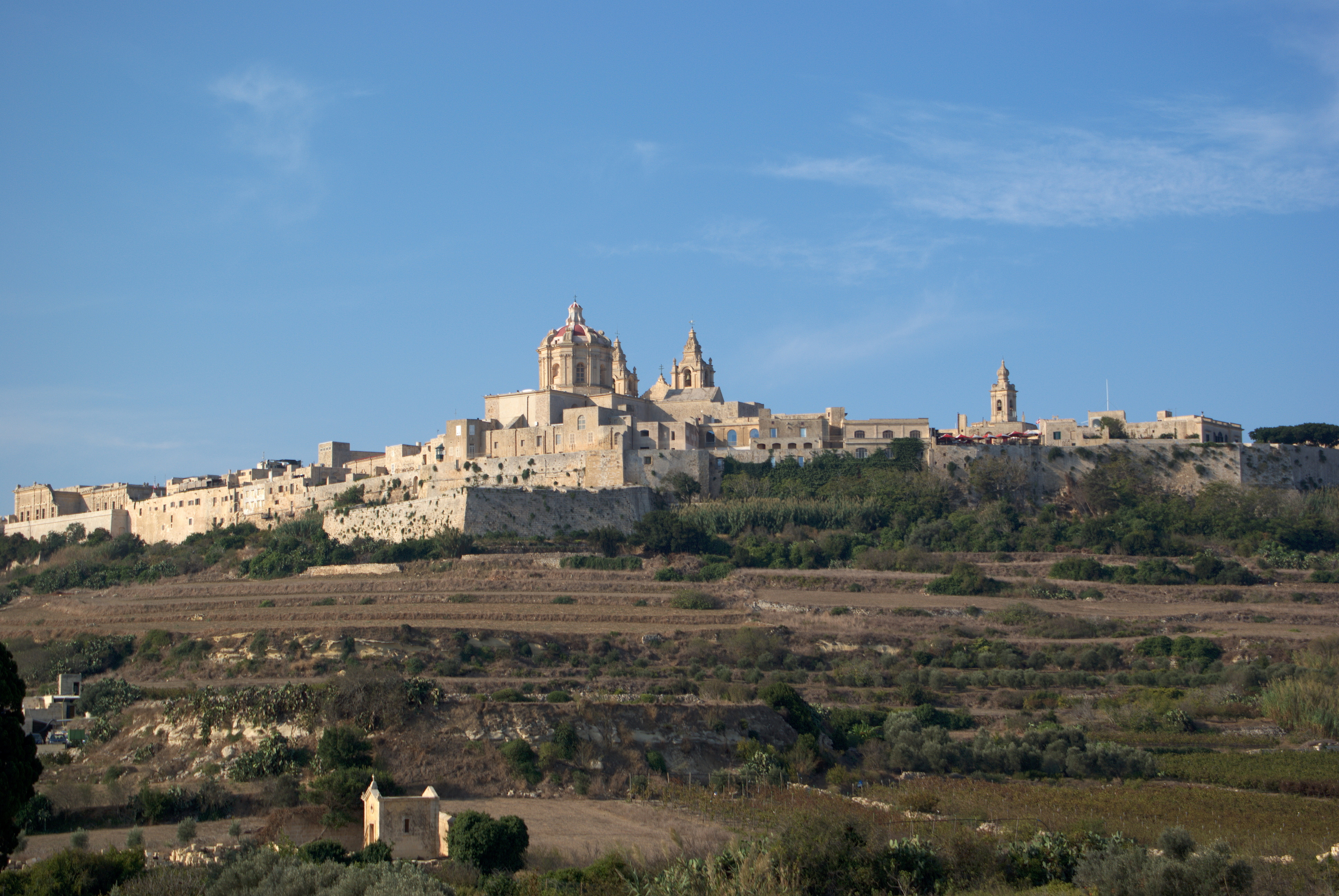
イムディーナ市街

9月初頭、スレイマン一世は増援の派遣と最後の攻勢を指示した。時間が足りなければ内陸部のイムディーナを攻略して、そこで冬を越す計画であった。オスマン側は市街へと突入、聖ミケーレ砦と内城との遮断に成功する。しかし陥落寸前の9月7日、マルタ側を救援する目的で、スペインの海軍司令官であり、シチリア副王でもあるガルシア・デ・トレドが、島北方の聖パウロ湾におよそ8,000人の兵を従え上陸した。これより先にオスマン側はこの救援の情報を把握していたが、より救援軍の規模が多いという誤情報に騙され、救援軍の上陸の報を受けた9月8日、形勢不利と見たムスタファは包囲を解き、大砲を船へ積み込み、撤退準備を始めた。9月11日、オスマン側がマルタを撤退した後、傷病のため取り残されたオスマン軍の野戦病院を襲撃し大半を虐殺した。オスマン軍は、おそらく戦闘と疾病とこの災難で兵の1/3を失ったと推測される。

## 結果

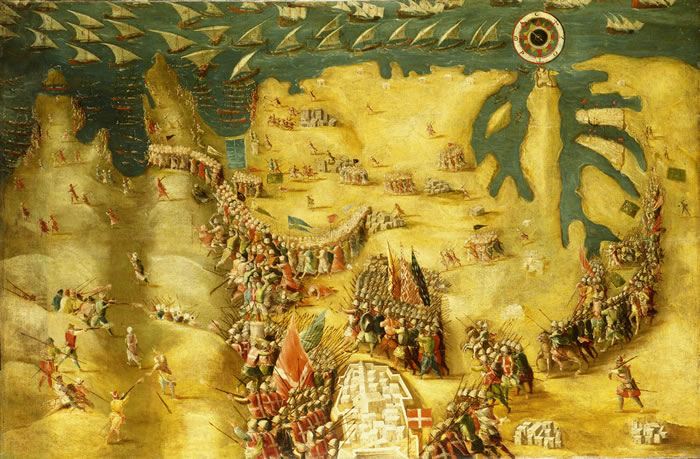
マルタ包囲戦 - 逃走するオスマン軍 マッテオ・ペレス・ダレッチョ画

犠牲者の数は侵入者の数同様、定かではない。コルレッジョによるとトルコ人死者は35,000人、ボジオによると船員を含んで30,000人だとしている、別のいくつかの記録ではおよそ30,000人と伝えている。オスマン側の記録では10,000人とあるが、海賊や義勇兵の記録がないので、実際はもっと多いと思われる（en:Siege of Malta (1565)も参照）。マルタ騎士団は騎士・兵士の5/6に相当する、住民7,000人強を失った。ビルグとセングレアは激しい戦いの結果、すっかり平らになってしまった。しかし多額の献金が島へ流れ込み、シベラス山の麓に要塞都市ラ・ヴァレッタを建設する後押しをした。
西地中海での勢力争いに影響しない島ならば、マルタの被害は小さく済んだだろう。この戦いは16世紀におけるオスマン帝国の最初の敗北となり、スペイン王国の士気を引き上げた。